# Szlachta

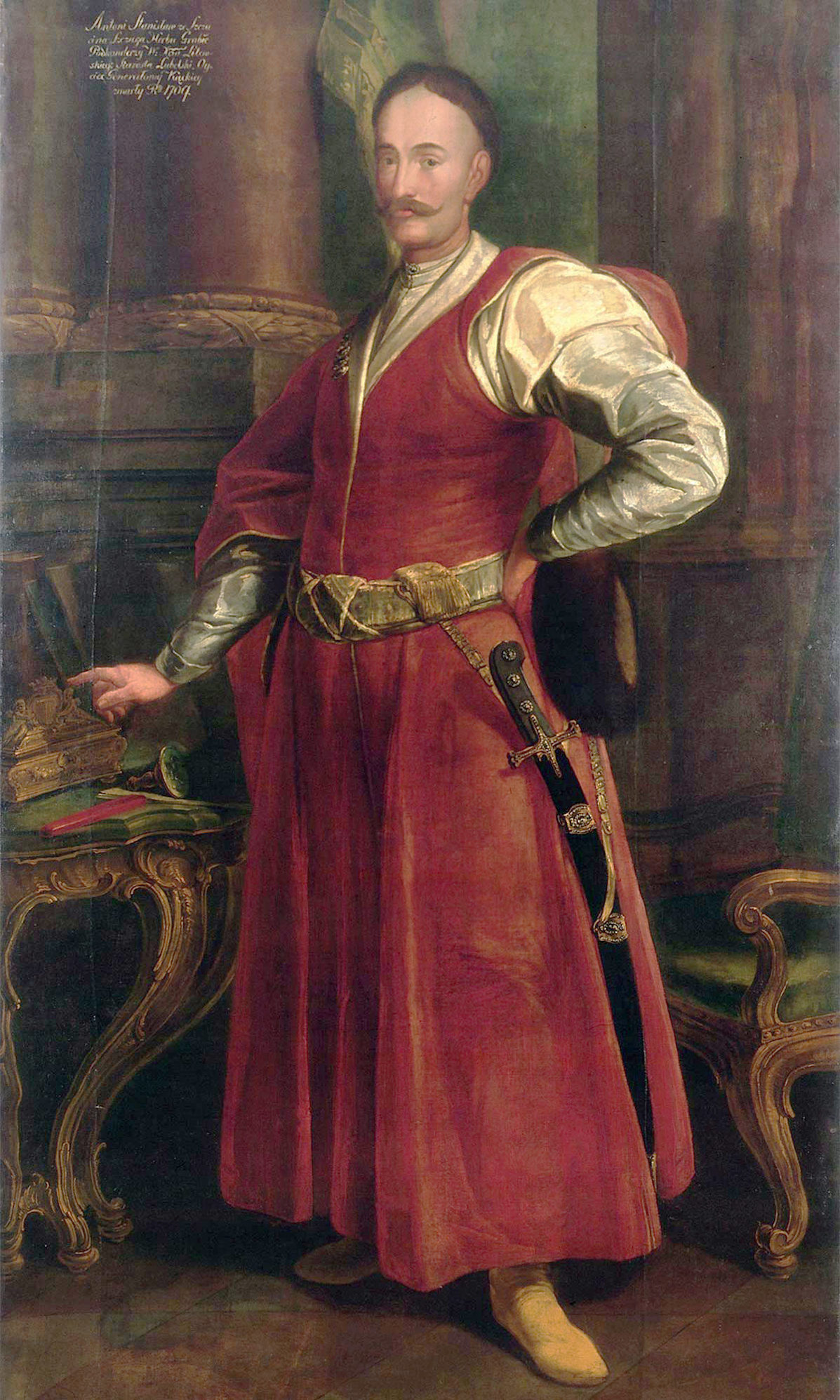
Szlachcic polonês do século XVII

Szlachta foi um sistema de títulos nobiliárquicos na Polônia e no Grão-Ducado da Lituânia, cuja união dos dois países formou a República das Duas Nações. A szlachta surgiu na Idade Média e existiu através do século XVIII e no XIX. Tradicionalmente, seus membros eram proprietários de terras, geralmente na forma de latifúndios. A szlachta gozou de substanciais e quase exclusivos privilégios políticos até as Partições da República das Duas Nações no século XVIII. As distinções da nobreza foram oficialmente abolidas pela Constituição da Polônia de março de 1921, entretanto a qualidade de membro da szlachta permanece sendo reivindicada amplamente em várias camadas da sociedade polonesa, dentro e fora do país.

## História

### Etimologia
O termo polonês "szlachta" designava a "classe dos gentis" ou "classe dos nobres". Abrangia a ideia de gentilidade ou nobreza de sangue: um nobre específico era chamado um "szlachcic", uma nobre, uma "szlachcianka".
Antigos historiadores poloneses achavam que ela deveria derivar do nome do legendário chefe protopolonês Lech, mencionado em escritos poloneses e tchecos. Alguns simplesmente acreditam que "szlachta" significa "lechitianos", ou "pessoas de Lech" (no polonês moderno, "z Lecha"), provavelmente para se referir à classe de guerreiros na tribo de Lech. Mesmo nos nossos dias, alguns ucranianos se referem aos poloneses como "lakhy" (lequitianos), enquanto os turcos usam o termo "lekh".
Uma outra teoria sugere que "szlachta" deriva do alemão antigo "geschlecht" ou "slahta" ("casa, família"), como muitas das outras palavras polonesas com relação à nobreza — por exemplo, a palavra polonesa "rycerz" ("cavaleiro", do alemão "ritter") e o polonês "herb" ("herança", do alemão "erbe", "heritage"). Poloneses do século XVII achavam que "szlachta" vinha do alemão "schlachten" ("matar" ou "abater"); também sugestivo é o alemão "Schlacht" ("batalha").
Termos relacionados que podiam ser aplicados aos antigos nobres poloneses eram "rycerz" ("cavaleiro"), latim "nobilis" ("nobre"; plural: "nobiles") e "możny" ("magnata"; plural: "możni"). Alguns nobres poloneses mais poderosos eram chamados de "magnatas" (polonês singular: "magnat"). 

### Origens
A nobreza polonesa provavelmente originou-se de uma classe de guerreiros eslavos, formando um elemento distinto dentro do antigo agrupamento tribal polonês. Porém isto é incerto, já que há pouca documentação da história antiga da Polônia, ou dos movimentos do povo eslavo.
Próximo ao século XIV havia pouca diferença entre aqueles chamados de cavaleiros e aqueles referidos na Polônia como szlachta. O integrante da szlachta tinha a obrigação pessoal de defender o país (pospolite ruszenie) e com isso tornou-se a classe social privilegiada do reino.

### Szlachtaascensão ao poder

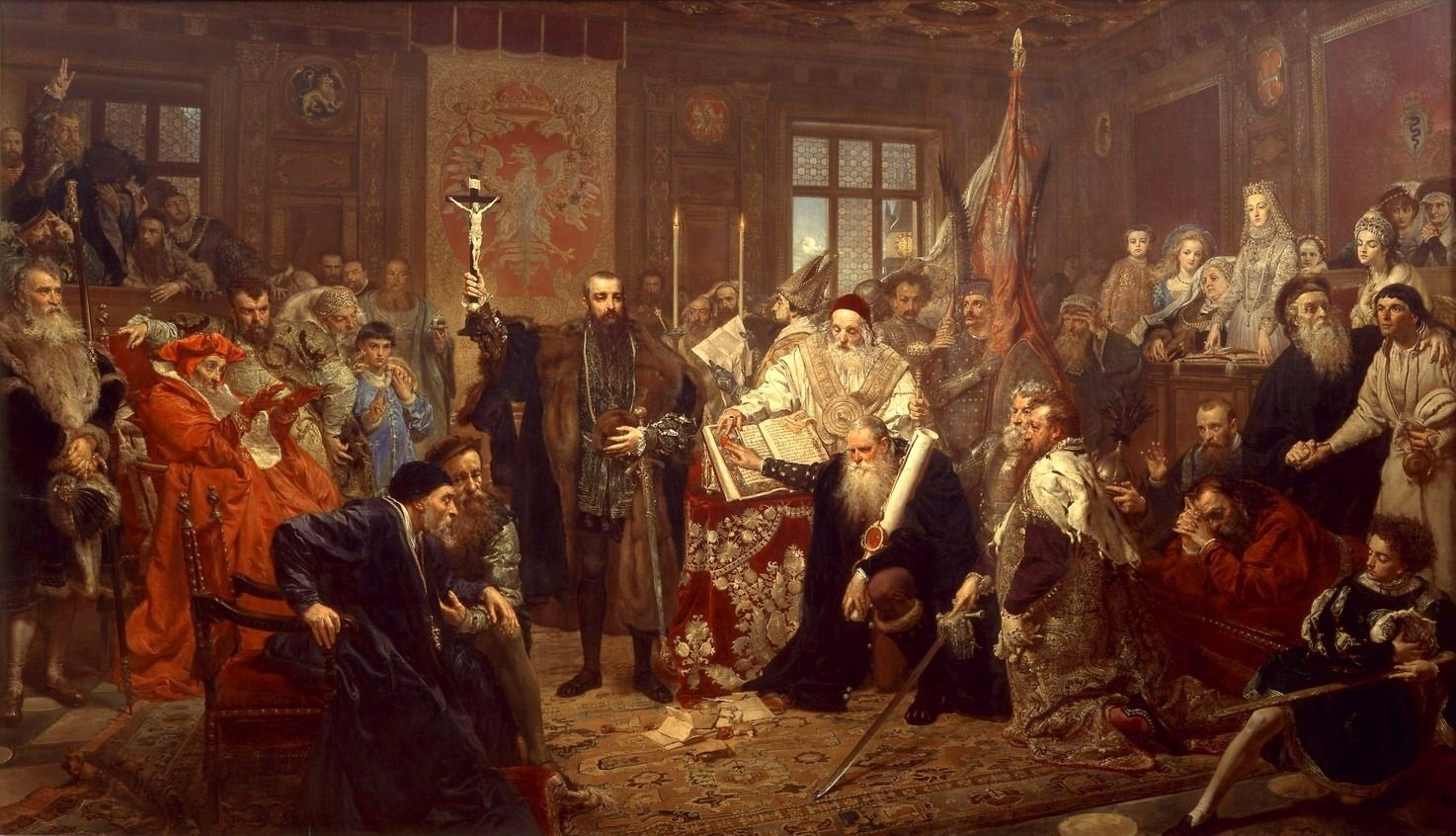
"União de Lublin" (1569). Pintura de Jan Matejko, 1869, Museu Nacional, Varsóvia.

Os nobres nasciam de uma família nobre, eram adotados por uma família nobre (isto foi abolido em 1633) ou tornavam-se nobres ao ganharem o título de um rei ou Sejm por várias razões (bravura em combate, excelentes serviços prestados ao estado, etc. - porém este era o meio mais raro de se obter o estatuto de nobre). Muitos nobres eram, na realidade, verdadeiros usurpadores, sendo camponeses ou mercadores, que se mudavam para outra parte do país e falsamente fingiam um estatuto de nobre. Centenas desses falsos nobres foram denunciados por Walerian Nekanda Trepka em seu Liber generationis plebeanorium (ou Liber chamorum) na primeira metade do século XVI. Muitos decretos publicados pelas sejms ao longo dos séculos tentaram resolver esses casos, mas com pouco sucesso. É desconhecida a porcentagem da nobreza polonesa que surgiu das ordens 'inferiores' da sociedade, mas a maior parte dos historiadores concorda, que uma 'significante' parcela que compunha a szlachta, provinha dessas origens básicas.
A nobreza polonesa gozava de muitos direitos que não eram permitidos às classes nobres de outros países e tipicamente, cada novo monarca concedia a ela privilégios adicionais. Aqueles privilégios formaram a base da Liberdade dourada na República das Duas Nações. Apesar de ter um rei, a Polônia foi chamada de "república" dos nobres (Rzeczpospolita) devido ao rei ser eleito por todos os interessados membros da nobreza e foi considerada uma propriedade dessa classe, não a do rei ou da dinastia reinante. Este estado de interesses cresceu em parte devido à extinção da linhagem masculina de descendentes das antigas dinastias reais (primeiro os Piasts e depois os Jagiellons), e à seleção pela nobreza dos reis poloneses dentre os descendentes da dinastia pelo lado feminino.
Sucessivos reis poloneses concederam privilégios à nobreza à época de suas eleições ao trono (os privilégios estavam especificados na pacta conventa do rei eleito) e em outras ocasiões, em permutas (ad hoc) permissão para aumentar um tributo ou o poderio militar (pospolite ruszenie).
A nobreza da Polônia desse modo acumulou uma crescente coleção de privilégios e imunidades:
Em 1355 em Buda o Rei Kazimierz III, o Grande editou o primeiro privilégio de âmbito nacional para a nobreza, em troca da concordância destes de que na falta de herdeiros masculinos, o trono passaria para seu parente, o Rei Luís, o Húngaro. Ele decretou que a nobreza estaria isenta por muitos anos de pagar tributos 'extraordinários', ou pagar com seus próprios fundos as expedições militares para fora da Polônia. Ele também prometeu que durante as viagens da corte real, o rei e a corte pagariam por todas as despesas, relacionadas ao uso de facilidades da nobreza local.
Em 1374 o Rei Luís, o Húngaro aprovou os Privilégios de Koszyce (polonês: przywilej koszycki ou ugoda koszycka) em Koszyce a fim de garantir o trono polonês a sua filha Jadwiga. Ele ampliou a definição de quem era um membro da nobreza e isentou toda a classe dos impostos, menos um, o łanowy, relacionado à área das propriedades. Além disso, o direito do Rei em criar impostos foi abolido; nenhum novo imposto seria criado sem a autorização da nobreza. Daquele dia em diante, também, cargos distritais (polonês: urzędy ziemskie) eram reservados exclusivamente para a nobreza local e o rei estava proibido de conceder postos oficiais e a maioria dos castelos poloneses a cavaleiros estrangeiros. Finalmente, este privilégio obrigava o Rei a pagar indenizações aos nobres feridos ou aprisionados durante uma guerra além das fronteiras polonesas.
Em 1422 o Rei Władysław II Jagiełło pelos Privilégios de Czerwińsk (polonês: przywilej czerwiński) estabeleceu a inviolabilidade das propriedades dos nobres (seus bens não poderiam ser confiscados exceto por um veredicto da corte) e cedeu algumas jurisdições sobre política fiscal ao Conselho Real (mais tarde, Senado), incluindo o direito a cunhar moedas.
Em 1430 com os Privilégios de Jedlnia, confirmados em Cracóvia em 1433 (polonês: przywileje jedlneńsko-krakowskie), baseado parcialmente em seu anterior privilégio Brześć Kujawski (25 de abril de 1425), o Rei Władysław II Jagiełło concedeu à nobreza uma garantia contra a prisão arbitrária, semelhante ao Habeas corpus da Carta Magna inglesa, conhecido em seu próprio nome latino neminem captivabimus (nisi jure victim). A partir daquela data nenhum membro da nobreza poderia ser preso sem um mandado de uma competente corte de justiça: o rei não poderia nem punir nem aprisionar qualquer nobre por seu capricho. O Rei Władysław recebeu por isto a garantia dos nobres de que seu trono seria herdado por um de seus filhos (que manteria os privilégios até então concedidos aos nobres). Em 2 de maio de 1447 o mesmo rei publicou os Privilégios de Wilno que deu aos nobres lituanos os mesmos direitos que a szlachta polonesa possuía.

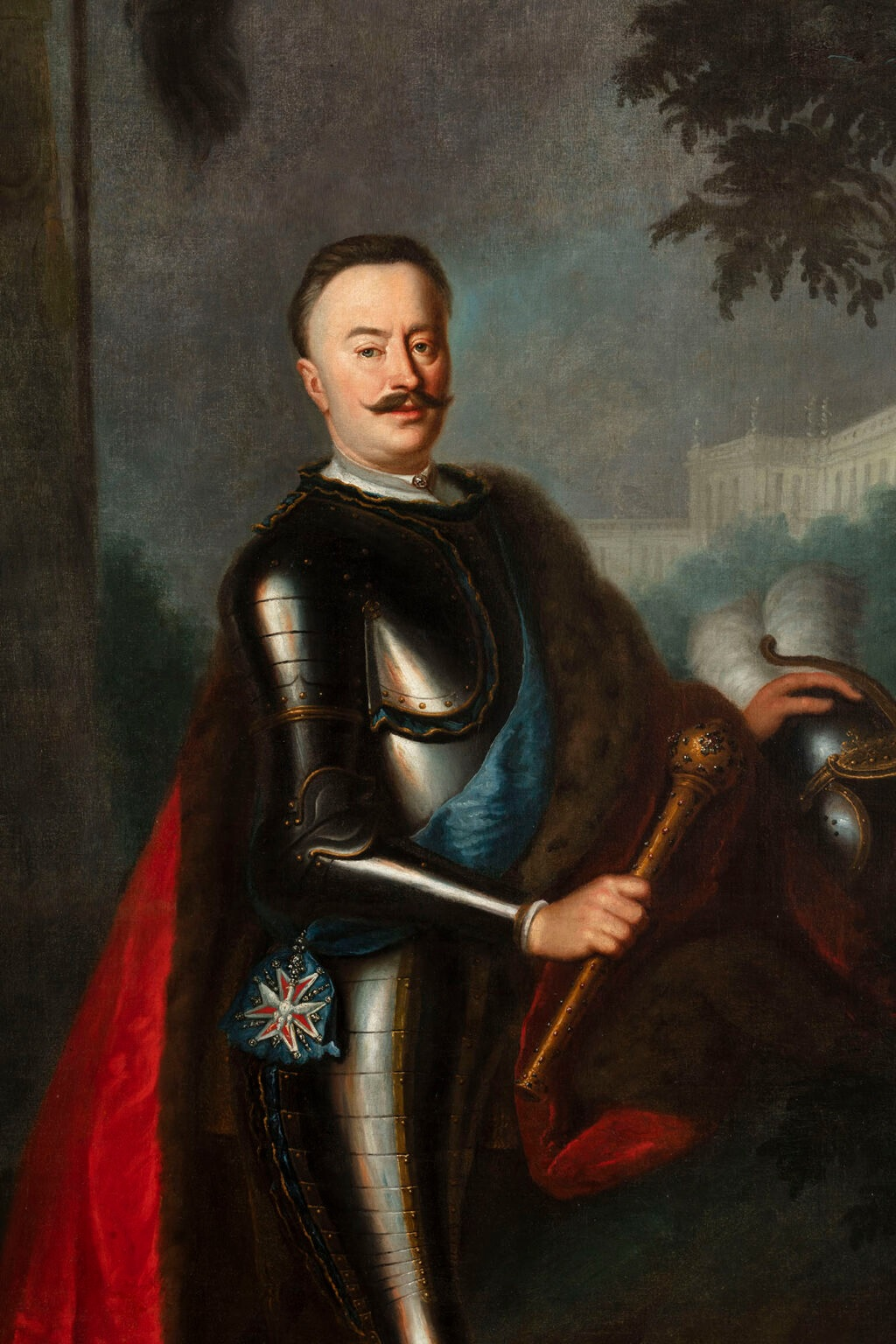
Jan Klemens Branicki, segurando a buława de hetman.

Em 1454 o Rei Kazimierz IV Jagiellon concordou com os Estatutos Nieszawa (polonês: statuty cerkwicko-nieszawskie), clarificando as bases legais das voivodia sejmiks (parlamentos locais). O rei poderia promulgar novas leis, criar impostos, ou convocar para servir no exército (pospolite ruszenie) somente com o consentimento das sejmiks, e a nobreza estava protegida de abusos judiciais. Os Estatutos Nieszawa também refreavam o poder dos magnatas, bem como a Sejm (parlamento nacional) recebia o direito de eleger vários cargos, incluindo o de juizes, voivodes e castelões. Estes privilégios foram exigidos pela szlachta como uma compensação por sua participação na Guerra dos Treze Anos. 
A primeira "eleição livre" (polonês: wolna elekcja) de um rei aconteceu em 1492. (Sem dúvida, alguns reis poloneses anteriores tinham sido eleitos com a ajuda de corporações como aquela que colocou no trono o rei Kazimierz II, o Justo, abrindo o precedente para as eleições livres.) Somente senadores votaram na eleição livre de 1492, que foi ganha por Jan I Olbracht.  Pela manutenção da Dinastia Jagiellon, somente membros daquela família real foram considerados eleitores; mais tarde, não seriam feitas restrições para a escolha dos candidatos.
Em 1493 o parlamento nacional, a Sejm, começou a se reunir a cada dois anos em Piotrków. Era composta de duas câmaras:
- um Senado de 81 bispos e outros dignitários; e
- um Sejm de 54 deputados (em polonês, "deputado" é poseł) representando suas respectivas sejmiks.

Os números de senadores e deputados mais tarde aumentaram.
Em 26 de abril de 1496 o Rei Jan I Olbracht concedeu os Privilégios de Piotrków (polonês: przywilej piotrkowski, konstytucja piotrkowska ou statuty piotrkowskie), aumentando o poder da nobreza feudal sobre os servos. Prendeu o camponês à terra, fazendo com que a apenas um filho (não ao mais velho) fosse permitido deixar a fazenda; as pessoas das cidades (polonês: mieszczaństwo) estavam proibidas de adquirirem terras; e posições de hierarquia na Igreja seriam dadas apenas aos nobres.
Em 23 de outubro de 1501, em Mielnik a União polaco-lituana foi refeita como a União de Mielnik (polonês: unia mielnicka, unia piotrkowsko-mielnicka). Foi lá que a tradição da Sejm da coroação (polonês: Sejm koronacyjny) foi fundada. Mais uma vez novamente a nobreza tentou reduzir o poder dos magnatas com uma lei que os tornou sujeitos ao impeachment diante do Senado por conduta ilegal. Contudo, o Ato de Mielno (polonês: Przywilej mielnicki) de 25 de outubro fortaleceu ainda mais os magnatas. Aos nobres foram concedidos os direitos de se recusaram a obedecer ao Rei ou a seus representantes--em latim, non praestanda oboedientia--, a formarem confederações e a fazerem rebeliões armadas contra o rei ou membros do estado caso os nobres achassem que a lei ou seus legítimos privilégios estava sendo infringido.

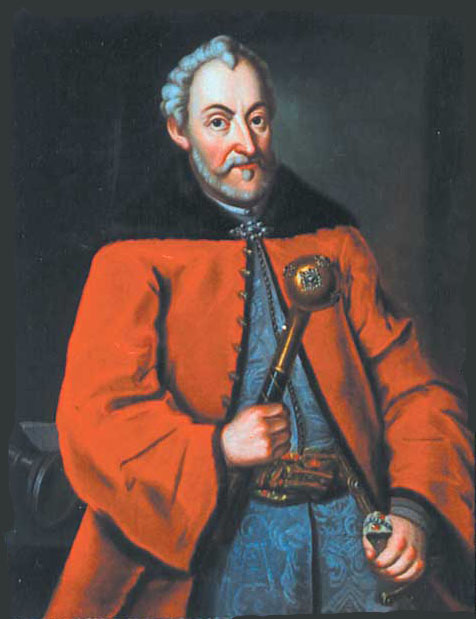
Hetman Jan Zamoyski, um dos líderes do "movimento execucionista" polonês.

A 3 de maio de 1505 o Rei Aleksander I Jagiellon assinou o Ato de Nihil novi nisi commune consensu (latim: "nada de novo sem o nosso consenso"). Ele proibia o rei de aprovar qualquer lei nova sem o consentimento dos representantes da nobreza, na Sejm e Senat reunidos, o que causou grande fortalecimento da posição política da nobreza. Basicamente, este ato transferiu as forças legislativas do rei para a Sejm. Esta data é lembrada como o início da Primeira República (Rzeczpospolita).
Em 1520 o Ato de Bydgoszcz garantiu ao Sejm o direito a se reunir a cada quatro anos, com ou sem a permissão do rei.
Neste tempo o "movimento execucionista" (polonês: egzekucja praw--"execução das leis") começou a tomar forma. Seus membros buscavam no Sejm refrear o poder dos magnatas e fortalecer o poder do rei e do país. Em 1562 no Sejm em Piotrków eles forçariam os magnatas a devolverem para o rei muitas terras arrendadas da coroa e o rei a criar um exército permanente (wojsko kwarciane''). Um dos membros mais importantes deste momento foi Jan Zamoyski. Após sua morte em 1605, o movimento perdeu a sua força política.
Até a morte de Zygmunt II August, o último rei da dinastia Jagiellon, monarcas só podiam ser eleitos dentro da mesma família real. Contudo, a partir de 1573, praticamente qualquer nobre polonês ou estrangeiro de sangue real poderia tornar-se um monarca polaco-lituano. Todo rei recém eleito teria que assinar dois documentos - a Pacta conventa ("condições convencionadas") - uma confirmação das promessas do rei antes da eleição e os Artigos henriqueanos (artykuły henrykowskie, assim chamados devido ao primeiro rei eleito por eleições livres, Henrique de Valois). O documento mais tarde serviu como uma virtual constituição polonesa e continha as leis básicas da República:
- livre eleição dos reis;
- tolerância religiosa;
- a Dieta se reuniria a cada dois anos;
- política externa controlada pela Dieta;
- um conselho consultivo real escolhido pela Dieta;
- cargos oficiais restritos aos nobres poloneses e lituanos;
- impostos e monopólios propostos apenas pela Dieta;
- direito dos nobres em desobedecer ao rei caso este descumprisse qualquer uma destas leis.

Em 1578 o rei Stefan Batory criou o Tribunal da Coroa com a intenção de reduzir a enorme pressão sobre a Corte Real. Isto colocou muito das forças jurídicas dos monarcas nas mãos dos deputados eleitos da szlachta, fortalecendo no futuro a classe da nobreza. Em 1581 o Tribunal da Coroa se juntou a seu correspondente na Lituânia, o Tribunal lituano.

### Transformação em aristocracia
Por muitos séculos, membros ricos e poderosos da szlachta buscaram receber privilégios legais sobre seus "iguais".  Alguns szlachcics eram ricos o suficiente para serem conhecidos como magnatas (karmazyni — os "vermelhos" devido à cor vermelha de suas botas). Um verdadeiro magnata deveria ser capaz de recitar o nome de seus nobres antepassados de muitas gerações e possuir, no mínimo, vinte povoados ou grandes fazendas. Ele deveria também possuir um cargo de destaque no governo da República.
Alguns historiadores calculam que o número de magnatas representava 4% do total da szlachta. Com a szlachta composta de 1 milhão de nobres, dez mil famílias, talvez somente 200 ou 300 pessoas poderiam ser classificadas como grandes magnatas com possessões e influências à nível nacional, destes cerca de 30 ou 40 podiam ser considerados de grande impacto na política do país.
Os magnatas frequentemente recebiam presentes dos monarcas, que aumentavam significativamente suas fortunas. Geralmente, esses presentes eram apenas temporários, empréstimos, que os magnatas nunca devolviam (no século XVI, a oposição antimagnata entre a szlachta ficou conhecida como ruch egzekucji praw - movimento para execução das leis - que exigia que todas aquelas possessões retornassem ao seu verdadeiro proprietário, o rei). Uma das mais importantes vitórias dos magnatas foi, no século XVI, o direito de criar as ordynacjas (propriedades que não poderiam ser divididas entre seus herdeiros, cabendo-a em sua totalidade apenas para o filho mais velho), que asseguravam que uma família que tivesse riqueza e poder pudesse mais facilmente preservá-los. Ordynacjes das famílias dos Radziwiłłs, Zamoyskis, Poniatowskis ou Lubomirskis frequentemente rivalizavam em influência com a do rei e foram importantes bases de poder para os magnatas.
Com as partições da Polônia, os magnatas finalmente conseguiram o reconhecimento por lei do que eles pediam. A igualdade entre a szlachta nunca mais seria alcançada, uma vez que o sistema de leis das forças da partição somente reconheceu a privilegiada aristocracia e trataram a szlachta mais pobre como cidadãos comuns, ou em casos extremos, camponeses.
Todos os privilégios da szlachta foram finalmente abolidos depois da Segunda Guerra Mundial sob o regime comunista da República do Povo da Polônia.

## Culturaszlachta

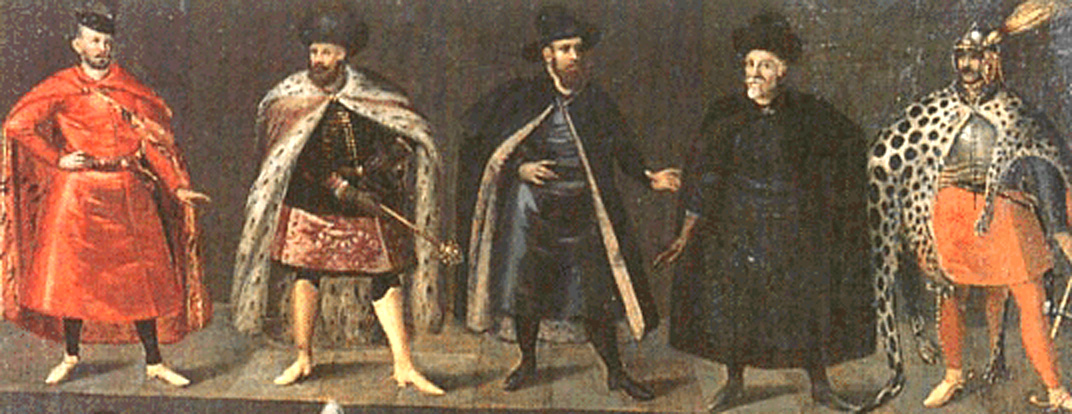
Nobres poloneses, início do século XVII.

A nobreza polonesa diferiu em muitos aspectos da nobreza de outros países. A diferença mais importante foi a de que, enquanto na maioria dos países europeus a nobreza perdeu força para as monarquias absolutistas, na Polônia ocorreu o contrário: a nobreza ganhou força à custa do rei, e o sistema político evoluiu para uma parcial democracia (e eventualmente, anarquia).
A nobreza da Polônia era também mais numerosa que aquelas de todos os outros países europeus, ela representava 8 a 10% do total da população e em algumas regiões mais pobres (por exemplo, em Mazowsze, a área centrada em Varsóvia) aproximadamente 30%. Em contraste, a nobreza de outros países europeus, com exceção da Espanha, era de 1 a 3%.
Existiam várias maneiras de ascender socialmente e chegar à nobreza. A nobreza da Polônia, diferentemente da aristocracia da França, não era excessivamente rígida, uma classe fechada. Muitos nascidos da ralé, incluindo pessoas comuns das cidades, camponeses e judeus, podiam e conseguiram ascender na sociedade polonesa. Devido a isto a classe nobre da Polônia era mais estável que aquelas de outros países e estava livre das tensões sociais e eventuais desintegrações que caracterizaram a Revolução francesa. Cada szlachcic tinha enorme influência sobre a política do país, de alguma forma até maior do que aquela tida atualmente pelos cidadãos de modernos países democráticos. Entre 1652 e 1791 qualquer nobre poderia anular todo o procedimento de uma dada sejm (parlamento da República) ou sejmik (parlamento local da República) pelo exercício de seu direito individual do liberum veto (latim: Eu não permito), exceto no caso de uma sejm ou sejmik confederada.
Todas as crianças da nobreza polonesa herdavam o status de seus nobres pais. Qualquer indivíduo poderia receber um título nobiliárquico (polonês: nobilitacja) por especiais serviços prestados ao país. Um nobre estrangeiro deveria ser naturalizado nobre polonês (polonês: indygenat) por um rei polonês (mais tarde, a partir de 1641, somente pelo Sejm geral).
Na teoria pelo menos, todos os nobres poloneses eram iguais socialmente. Os mais pobres gozavam dos mesmos direitos dos mais ricos magnatas. As exceções eram as poucas privilegiadas famílias como os Radziwiłł, Lubomirski e Czartoryski, que ostentavam títulos aristocráticos recebidos de cortes estrangeiras, como as de "Príncipe" ou "Conde."  Todos os outros szlachta simplesmente tratavam um ao outro por seus nomes ou como "Senhor Irmão" (Panie bracie) ou o feminino equivalente. 
De acordo com sua posição financeira, a nobreza podia ser dividida em:
- magnatas: a classe mais rica;
- média nobreza;
- baixa nobreza (geralmente referida por termos poloneses com relação a cores tais como):

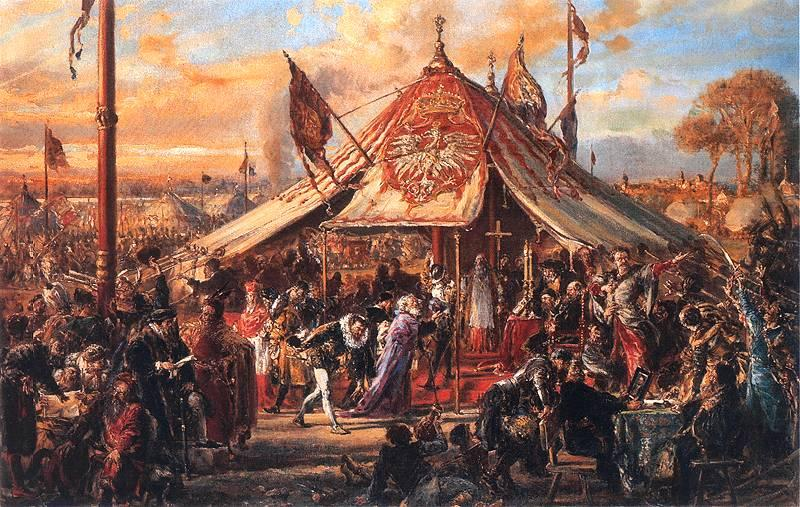
"O poder da República e seu zênite. Liberdade dourada. A eleição de 1573." Pintura de Jan Matejko.

- - szaraczkowa - 'os cinzas', devido à cor cinza de seus trajes de lã
  - zaściankowa - de zaścianek, um nome para o povoado szlachta, cheio de zagrody, o empobrecido
  - okoliczna - 'próximo', semelhante a zaściankowa
  - zagrodowa - de zagroda, uma pobre casa szlachta, geralmente pouco diferente de uma moradia camponesa.
  - zagonowa - de zagon, uma pequena unidade de medida de terras.
  - cząstkowa - 'parcial', proprietário de apenas uma parte de uma única vila
  - drążkowa - quando se reuniam, não tinham cadeiras confortáveis, então tinham que se sentar em cercas ou coisa parecida
  - gołota - 'os pelados', isto é, os sem terras
  - panki - 'fidalgote', termo usado em Kaszuby.
  - brukowa - 'os pavimentados', para aqueles que viviam nas cidades como moradores urbanos.
  - hreczkosiej - 'aqueles que semeiam trigo' e tinham que trabalhar em seus próprios campos.

### Heráldica
Os brasões de armas eram muito importantes para a nobreza polonesa. É notável, que o sistema heráldico polonês evoluiu separadamente dos correspondentes orientais e diferiu em muitos aspectos da heráldica de outros países europeus.
A diferença mais notável é a de que, contrariamente a todos os outros sistemas heráldicos europeus, o brasão de armas não "pertencia" a uma família ou clã, mas ao contrário, a família szlachta é que pertencia ao brasão de armas. Como conseqüência, era comum muita família distinta, sem conexões (algumas vezes cerca de 600) compartilharem o mesmo brasão de armas. Logicamente, o número de brasões nesse sistema era bem baixo e não excedia a 200 no final da Idade Média.
Também, a tradicional diferenciação entre o brasão de armas propriamente dita e um losango permitido às mulheres não se desenvolveu na Polônia. Geralmente o homem é que herdava o brasão de seu pai (ou os membros do clã que "os adotavam") enquanto que a mulher o herdava depois de sua mãe ou adotava o da família de seu marido.

### Sarmatismo

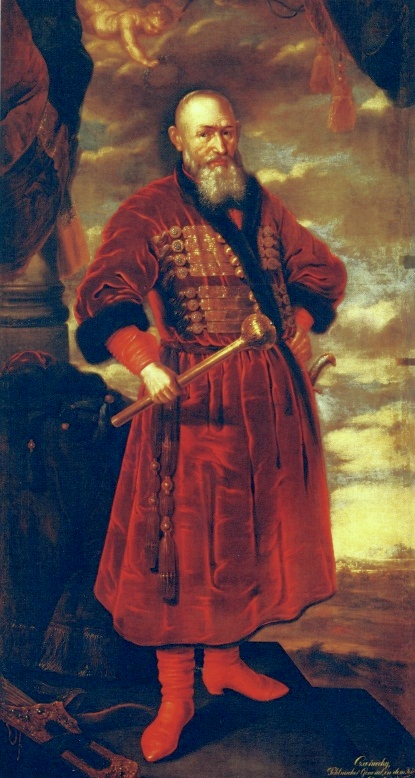
Hetman Stefan Czarniecki segura a buława na mão direita. Repare nos sapatos vermelhos (buty karmazynowe), um sinal de riqueza.

A predominante mentalidade e ideologia da szlachta foram manifestadas no "Sarmatismo", um nome derivado de supostos ancestrais da szlachta, os sármatas. Este sistema de crenças constituiu uma parte importante da cultura szlachta e influenciou em todos os aspectos de suas vidas. Incutiu a vida rural provinciana, a paz e o pacifismo; popularizou o estilo oriental de se vestir; e fez da cimitarra e do sabre, também, um item obrigatório do vestuário szlachta de todos os dias. O sarmatismo serviu para integrar a nobreza multi-étnica como também criou um sentimento quase nacionalístico de unidade e orgulho na Liberdade dourada da szlachta (złota wolność). O conhecimento do latim foi difundido, e a maior parte da szlachta misturava livremente o polonês e o latim nas conversas diárias.
No início, em sua forma idealizada, o sarmatismo pareceu ser um movimento cultural salutar: ele encorajou a fé religiosa, a honestidade, o orgulho nacional, a coragem, a igualdade e a liberdade. Como com qualquer doutrina, contudo, que coloca uma classe social acima das outras, ela eventualmente acabou sendo pervertida. O Sarmatismo transformou mais tarde a fé em fanatismo, a honestidade em ingenuidade política, o orgulho em arrogância, a coragem em teimosia, a igualdade e liberdade dentro da classe szlachta em desarmonia e anarquia.

### Convicções religiosas
Antes da Reforma, a nobreza polonesa era em sua maioria católica ou ortodoxa. Muitas famílias, contudo, logo adotaram as fés reformadoras. Depois da Contra-Reforma, quando a Igreja Católica Romana recuperou as forças na Polônia, a nobreza tornou-se quase que exclusivamente católica, apesar do fato do catolicismo romano não ser a religião da maioria polonesa (as igrejas católica e ortodoxa respondiam cada uma por cerca de 40% da população, com o restante 20% sendo judeus ou membros de denominações protestantes). A szlachta, bem como a República, foi extremamente tolerante para com as outras religiões. Não havia quase conflitos baseados na fé e membros da szlachta são conhecidos por terem atuado diversas vezes no sentido de apaziguar conflitos religiosos em cidades e vilas.